# Lískovice
Lískovice (en allemand : Liskowitz) est une commune du district de Jičín, dans la région de Hradec Králové, en Tchéquie. Sa population s'élevait à 220 habitants en 2022.

## Géographie
Lískovice se trouve à 7 km au sud-ouest de Hořice, à 18 km au sud-est de Jičín, à 24 km au nord-ouest de Hradec Králové et à 85 km à l’est-nord-est de Prague.
La commune est limitée par Ostroměř au nord, par Dobrá Voda u Hořic et Bašnice à l'est, par Sukorady au sud-ouest, par Myštěves et Šaplava au sud, et par Ohnišťany à l'ouest et par Chomutice au nord-ouest.

## Histoire
La première mention écrite de la localité date de 1295.

## Administration
La commune se compose de deux sections :
- Lískovice
- Tereziny Dary

## Transports
Par la route, Holín se trouve à 9 km de Hořice, à 22 km de Jičín, à 28 km de Hradec Králové et à 111 km de Prague. 